# Andreï Sokolov
Andreï Sokolov (ursprünglich russisch Андрей Юрьевич Соколов/ Andrei Jurjewitsch Sokolow, wiss. Transliteration Andrej Jur'evič Sokolov; * 20. März 1963 in Workuta) ist ein französischer Schachmeister russischer Herkunft.

## Leben
Schach erlernte Sokolov als Sechsjähriger von seinem Vater. Mitte der 1970er Jahre zog er mit seiner Familie von Workuta nach Moskau. Er trat als Zwölfjähriger einer Moskauer Schachschule bei und erhielt Wladimir Jurkow als ersten Trainer. Anschließend wurde er für anderthalb Jahre in die renommierte Schachschule von Michail Botwinnik aufgenommen. 1981 gewann er die Meisterschaft von Moskau, 1982 in Kopenhagen die Juniorenweltmeisterschaft. Im gleichen Jahr verlieh ihm die FIDE den Titel Internationaler Meister. 1984 gewann Sokolov die UdSSR-Meisterschaft in Lwiw und wurde Großmeister.
Beim sowjetischen Zonenturnier in Riga 1985 teilte Sokolow den 4.–6. Platz und qualifizierte sich für das Interzonenturnier, das im gleichen Jahr in Biel stattfand. Sein dritter Platz bedeutete die Qualifikation zum Kandidatenturnier in Montpellier 1985, das für Sokolov erneut ein großer Erfolg wurde: er teilte sich mit Rafael Vaganian und Artur Jussupow Platz eins und gelangte somit in das Halbfinale der Kandidatenkämpfe. Vaganian war in Minsk 1986 der erste Gegner, den Sokolov mit 6-2 (+4 =4 −0) besiegte und ins Finale vorstieß, das 1986 in Riga ausgerichtet wurde. Sokolov siegte in einem dramatischen Endspurt mit 7,5-6,5 (+4 =7 −3) gegen seinen Landsmann Artur Jussupow. Jussupow führte zwar nach zehn Partien mit 6-4, doch gewann Sokolov die Partien 11 bis 13, während Jussupow bloß ein Remis in der letzten Partie gelang. Im Frühjahr 1987 musste Sokolov dann in Linares gegen Anatoli Karpow, der im Jahr zuvor seinen Weltmeisterschaftskampf gegen Garri Kasparow verloren hatte, zum Superfinale antreten. Sokolov unterlag deutlich mit 3,5-7,5 (+0 =7 −4), was die Qualifikation für Karpow zum WM-Kampf in Sevilla 1987 bedeutete.
Nach diesem kraftraubenden Anlauf zur Weltmeisterschaft gelang Sokolov kein weiterer großer Erfolg mehr. Seinen sportlichen Höhepunkt hatte er in den Jahren 1987/1988, als er den dritten Platz auf der Weltrangliste hinter Garri Kasparow und Anatoli Karpow einnahm. Bei den Kandidatenkämpfen 1988 in Saint John unterlag er dem Kanadier Kevin Spraggett bereits in der ersten Runde (nach Turnierpartien 3-3, nach Schnellschach 5,5-6,5). Ende der 1990er Jahre zog Sokolov nach Frankreich und beteiligte sich 2001 erstmals an der Französischen Meisterschaft, 2002 spielte er erstmals für seine neue Heimat an der Schacholympiade in Bled. Bei der Französischen Meisterschaft 2003 in Aix-les-Bains gelangte Sokolov zunächst gemeinsam mit Joël Lautier und Étienne Bacrot auf den geteilten 1.–3. Platz, wonach ein Stichkampf zu entscheiden hatte: Bacrot setzte sich durch, Sokolov wurde Dritter. Bei der Französischen Meisterschaft 2005 in Chartres wurde Sokolov Vize-Meister hinter Joël Lautier.
Im Februar 2015 liegt er auf Platz 19 der französischen Rangliste. Seine bisher höchste Elo-Zahl von 2645 hatte er im Januar 1987, er lag damals zusammen mit Artur Jussupow auf dem dritten Platz der Weltrangliste.

## Nationalmannschaft
Sokolov nahm an vier Schacholympiaden teil. 1984 und 1986 gewann er mit der Sowjetunion, 2002 und 2006 trat er mit Frankreich an. Außerdem gewann er mit der Sowjetunion die Mannschaftsweltmeisterschaft 1985 und spielte mit Frankreich bei der Mannschaftseuropameisterschaft 2003. 1984 wurde er beim Wettkampf UdSSR gegen den Rest der Welt an Brett 10 der sowjetischen Mannschaft nominiert und unterlag Eugenio Torre mit 1:2.

## Vereine
In den 1970er und 1980er Jahren spielte Sokolov für die Mannschaft von Trud, mit der er 1982 die sowjetische Vereinsmeisterschaft und 1984 den European Club Cup gewann. Später spielte er für Tigran Petrosjan Moskau, mit dem er an den European Club Cups 1990 und 1992 teilnahm.
In Frankreich spielt Sokolov für Philidor Mulhouse, mit dem er auch am European Club Cup 1997 teilnahm. In der deutschen Schachbundesliga spielte Sokolov in der Saison 1998/99 für den SK Freiburg-Zähringen 1887 und von 2001 bis 2009 für den TV Tegernsee, mit dem er am European Club Cup 2005 teilnahm. In der Schweizer Nationalliga A spielte er bis 2012 für die Schachfreunde Reichenstein, mit denen er 2006 die Schweizer Mannschaftsmeisterschaft gewann und im selben Jahr am European Club Cup teilnahm seit der Saison 2014 spielt er beim Club d’Echecs de Genève, mit dem er 2015 und 2019 Mannschaftsmeister wurde. In der Schweizer Bundesliga spielte Sokolov in den Saisons 2016/17 und 2017/18 für Echiquier Bruntrutain Porrentruy.

## Partiebeispiel
|   | a | b | c | d | e | f | g | h |   |
| 8 |   |   |   |   |   |   |   |   | 8 |
| 7 |   |   |   |   |   |   |   |   | 7 |
| 6 |   |   |   |   |   |   |   |   | 6 |
| 5 |   |   |   |   |   |   |   |   | 5 |
| 4 |   |   |   |   |   |   |   |   | 4 |
| 3 |   |   |   |   |   |   |   |   | 3 |
| 2 |   |   |   |   |   |   |   |   | 2 |
| 1 |   |   |   |   |   |   |   |   | 1 |
|   | a | b | c | d | e | f | g | h |   |

Als seine beste Partie kommentierte er in der Schachzeitschrift Europe Échecs (Nr. 589, Juni 2009, S. 29.) den Schwarzsieg gegen Ara Minasian aus dem Open von Linares 1999:
Minasian–Sokolov 0:1
Anibal Open, 11. Januar 1999
Sizilianische Verteidigung, B40
1. e4 c5 2. Sf3 e6 3. b3 Sc6 4. Lb2 d6 5. Lb5 Ld7 6. 0–0 Sf6 7. Te1 Le7 8. c3 0–0 9. Sa3 a6 10. Lf1 b5 11. Sc2 Db6 12. d4 d5 13. e5 Se4 14. Ld3 f5 15. exf6 Sxf6 16. Tb1 c4 17. Lf1 Dc7 18. Dc1 Se4 19. bxc4 bxc4 20. Se3? Sxf2 21. Kxf2 Dxh2 22. Ke2 Txf3! 23. Sg4 Taf8! 24. Sxh2 Sxd4+! 0:1